# Dangerous World Tour
«Dangerous World Tour» (з англ. «Небезпечна» Світовий Тур) — другий світовий, сольний тур американського співака, композитора, музиканта Майкла Джексона. Тур був організований за для підтримки його восьмого сольного альбому під назвою Dangerous. Цей тур почався 27 червня 1992 року у місті Мюнхен, Німеччина, а закінчився 11 листопада 1993 року у місті Мехіко, Мексика. Спонсором тура була компанія Pepsi-Cola, всього Майкл Джексон дав 69 концертів. Планувалося, що тур закінчиться 31 грудня 1993 року, але через звинувачення 1993 року Джексон мав закінчити його більш ніж за місяць до кінця. У 2005 році концерт в Бухаресті (від 1 жовтня 1992) був випущений на DVD та VCD (останній тільки в Азії).

## Два етапа
1 етап (з 27 червня 1992 року по 31 грудня 1992 року)
2 етап (з 24 серпня 1993 року по 11 листопада 1993 року)

## Super Bowl XXVII
31 січня 1993 Майкл виступив на Super Bowl XXVII Halftime Show.

### Сет-лист
1. Jam
2. Billie Jean
3. Black or White
4. We Are The World / Heal the World

## Сет-лист
1992
1. «Brace Yourself» (Introduction)
2. «Jam»
3. «Wanna Be Startin' Somethin'»
4. «Human Hature»
5. «Smooth Criminal»
6. «I Just Can't Stop Loving You» (дует з Саідою Гаррет)
7. «She's Out of My Life»
8. The Jackson 5 Medley:
  1. «I Want You Back»
  2. «The Love You Save»
  3. «I'll Be There»
9. «Thriller»
10. «Billie Jean»
11. «Black Panther» (відео інтерлюдія)
12. «Workin' Day and Night»
13. «Beat It»
14. «Someone Put Your Hand Out» (інструментальна інтерлюдія)
15. «Will You Be There» (на концертах у Токіо виконувалася після Bad)
16. «The Way You Make Me Feel» (тільки на деяких концертах)
17. «Bad» (тільки на деяких концертах)
18. «Black or White»
19. «We Are the World» (інструментальна інтерлюдія)
20. «Heal the World»
21. «Man in the Mirror»
22. «Rocket Man» (на концертах в Токіо не виконувалося)

1993
1. «Brace Yourself»
2. «Jam»
3. «Wanna Be Startin' Somethin'»
4. «Human Nature»
5. «Smooth Criminal»
6. «I Just Can't Stop Loving You» (дует з Саідою Гаррет)
7. «She's Out Of My Life»
8. The Jackson 5 Medley: (не виконувалися на концертах у Мехіко)
  1. «I Want You Back»
  2. «The Love You Save»
  3. «I'll Be There»
9. «Thriller»
10. «Billie Jean»
11. «Black Panther» (відео інтерлюдія)
12. «Will You Be There»
13. «Dangerous»
14. «Black or White»
15. «We Are the World» (інструментальна інтерлюдія)
16. «Heal the World»
17. «Man in the Mirror» (тільки на деяких концертах)
18. «Rocket Man» (тільки на деяких концертах)

## Репетиції
Наразі в Інтернеті є репетиції туру. На репетиціях 1992 року Майкл виконав «Rock With You» та «Remember The Time». Однак ці пісні були виключені з туру. Також на цих репетиціях співак виконав «The Way You Make Me Feel» і «Bad», але ці пісні виконувалися лише на перших восьми концертах першої частини, та на перших чотирьох у Токіо. На репетиціях 1993 року Джексон виконав «Workin’ Day & Night», «Beat It», «The Way You Make Me Feel» та «Bad». На репетиції 16 серпня 1993 під час виконання «The Way You Make Me Feel» Майкл дізнався про звинувачення в педофілії і поїхав додому. Репетиції продовжилися вже без нього. У результаті, усі чотири пісні з цих репетицій так і не були виконані на концертах другої частини. Ще співак репетирував пісню «Dangerous», яку він виконував на концертах у 1993 році.

## Дати концертів
| Дата                 | Місто        | Країна     | Місце проведення                 |
| -------------------- | ------------ | ---------- | -------------------------------- |
| Перша частина (1992) |              |            |                                  |
| Генеральна репетиція |              |            |                                  |
| 26 червня 1992       | Мюнхен       | Німеччина  | Олімпійський стадіон             |
| Концерти             |              |            |                                  |
| Європа               |              |            |                                  |
| 27 червня 1992       | Мюнхен       | Німеччина  | Олімпійський стадіон             |
| 30 червня 1992       | Роттердам    | Нідерланди | Феєнорд                          |
| 1 липня 1992         | Роттердам    | Нідерланди | Феєнорд                          |
| 4 липня 1992         | Рим          | Італія     | Stadio Flaminio                  |
| 6 липня 1992         | Монца        | Італія     | Stadio Brianteo                  |
| 7 липня 1992         | Монца        | Італія     | Stadio Brianteo                  |
| 11 липня 1992        | Кельн        | Німеччина  | Рейн Енергі                      |
| 15 липня 1992        | Осло         | Норвегія   | Valle Hovin                      |
| 17 липня 1992        | Стокгольм    | Швеція     | Олімпійський стадіон             |
| 18 липня 1992        | Стокгольм    | Швеція     | Олімпійський стадіон             |
| 20 липня 1992        | Копенгаген   | Данія      | Gentforte Sportspark             |
| 22 липня 1992        | Верхтер      | Бельгія    | Werchter Festival Ground         |
| 25 липня 1992        | Дублін       | Ірландія   | Lansdowne Road                   |
| 30 липня 1992        | Лондон       | Англія     | Wembley Stadium                  |
| 31 липня 1992        | Лондон       | Англія     | Wembley Stadium                  |
| 5 серпня 1992        | Кардіфф      | Уельс      | Cardiff Arms Park                |
| 8 серпня 1992        | Бремен       | Німеччина  | Везерштадіон                     |
| 10 серпня 1992       | Гамбург      | Німеччина  | Фолькспаркштадіон                |
| 13 серпня 1992       | Гамельн      | Німеччина  | Weserberglandstadion             |
| 16 серпня 1992       | Лідс         | Англія     | Roundhay Park                    |
| 18 серпня 1992       | Глазго       | Шотландія  | Glasgow Green                    |
| 20 серпня 1992       | Лондон       | Англія     | Wembley Stadium                  |
| 22 серпня 1992       | Лондон       | Англія     | Wembley Stadium                  |
| 23 серпня 1992       | Лондон       | Англія     | Wembley Stadium                  |
| 26 серпня 1992       | Відень       | Австрія    | Ернст Гаппель                    |
| 28 серпня 1992       | Франкфурт    | Німеччина  | Коммерцбанк-Арена                |
| 30 серпня 1992       | Людвігсгафен | Німеччина  | Südweststadion                   |
| 2 вересня 1992       | Байройт      | Німеччина  | Hans-Walter-Wild-Stadion         |
| 4 вересня 1992       | Берлін       | Німеччина  | Friedrich-Ludwig-Jahn-Sportpark  |
| 8 вересня 1992       | Лозанна      | Швейцарія  | Стад Олімпік де ла Понтез        |
| 13 вересня 1992      | Париж        | Франція    | Hippodrome de Vincennes          |
| 16 вересня 1992      | Тулуза       | Франція    | Муніципальний стадіон            |
| 18 вересня 1992      | Барселона    | Іспанія    | Олімпійський стадіон             |
| 21 вересня 1992      | Ов'єдо       | Іспанія    | Estadio Carlos Tartiere          |
| 23 вересня 1992      | Мадрид       | Іспанія    | Вісенте Кальдерон                |
| 26 вересня 1992      | Лісабон      | Португалія | Estádio José Alvalade            |
| 1 жовтня 1992        | Бухарест     | Румунія    | Стадіон «Лія Маноліу»            |
| Азія                 |              |            |                                  |
| 12 грудня 1992       | Токіо        | Японія     | Токіо Доум                       |
| 14 грудня 1992       | Токіо        | Японія     | Токіо Доум                       |
| 17 грудня 1992       | Токіо        | Японія     | Токіо Доум                       |
| 19 грудня 1992       | Токіо        | Японія     | Токіо Доум                       |
| 22 грудня 1992       | Токіо        | Японія     | Токіо Доум                       |
| 24 грудня 1992       | Токіо        | Японія     | Токіо Доум                       |
| 30 грудня 1992       | Токіо        | Японія     | Токіо Доум                       |
| 31 грудня 1992       | Токіо        | Японія     | Токіо Доум                       |
| Друга частина (1993) |              |            |                                  |
| Азія                 |              |            |                                  |
| 24 серпня 1993       | Бангкок      | Таїланд    | Супхачаласай                     |
| 27 серпня 1993       | Бангкок      | Таїланд    | Супхачаласай                     |
| 29 серпня 1993       | Сінгапур     | Сінгапур   | Національний стадіон             |
| 1 вересня 1993       | Сінгапур     | Сінгапур   | Національний стадіон             |
| 4 вересня 1993       | Тайбей       | Тайвань    | Táiběi Tiánjìng Chǎng            |
| 6 вересня 1993       | Тайбей       | Тайвань    | Táiběi Tiánjìng Chǎng            |
| 10 вересня 1993      | Фукуока      | Японія     | Фукуока Доум                     |
| 11 вересня 1993      | Фукуока      | Японія     | Фукуока Доум                     |
| Європа               |              |            |                                  |
| 15 вересня 1993      | Москва       | Росія      | Лужники                          |
| Азія                 |              |            |                                  |
| 19 вересня 1993      | Тель-Авів    | Ізраїль    | Парк Яркон                       |
| 21 вересня 1993      | Тель-Авів    | Ізраїль    | Парк Яркон                       |
| Європа               |              |            |                                  |
| 23 вересня 1993      | Стамбул      | Туреччина  | Стадіон «Іненю»                  |
| 26 вересня 1993      | Тенерифе     | Іспанія    | Puerto de Santa Cruz de Tenerife |
| Південна Америка     |              |            |                                  |
| 8 жовтня 1993        | Буенос-Айрес | Аргентина  | Стадіон «Монументаль»            |
| 10 жовтня 1993       | Буенос-Айрес | Аргентина  | Стадіон «Монументаль»            |
| 12 жовтня 1993       | Буенос-Айрес | Аргентина  | Стадіон «Монументаль»            |
| 15 жовтня 1993       | Сан-Паулу    | Бразилія   | Стадіон «Морумбі»                |
| 17 жовтня 1993       | Сан-Паулу    | Бразилія   | Стадіон «Морумбі»                |
| 23 жовтня 1993       | Сантьяго     | Чилі       | Національний стадіон             |
| Північна Америка     |              |            |                                  |
| 29 жовтня 1993       | Мехіко       | Мексика    | Ацтека                           |
| 31 жовтня 1993       | Мехіко       | Мексика    | Ацтека                           |
| 7 листопада 1993     | Мехіко       | Мексика    | Ацтека                           |
| 9 листопада 1993     | Мехіко       | Мексика    | Ацтека                           |
| 11 листопада 1993    | Мехіко       | Мексика    | Ацтека                           |

## Скасовані та перенесені концерти
| Дата                 | Місто         | Країна         | Причина скасування/перенесення                                                                                       |
| -------------------- | ------------- | -------------- | --- |
| Перша частина (1992) |               |                | |
| 9 липня 1992         | Венеція       | Італія         | Скасований через реструктуризацію туру                                                                               |
| 1 серпня 1992        | Лондон        | Англія         | Перенесений на 23 серпня 1992 через захворювання                                                                     |
| 6 вересня 1992       | Гельзенкірхен | Німеччина      | Скасовані через проблеми зі здоров‘ям                                                                                |
| 11 вересня 1992      | Базель        | Швейцарія      | Скасовані через проблеми зі здоров‘ям                                                                                |
| 24 вересня 1992      | Севілья       | Іспанія        | Скасований через реструктуризацію туру                                                                               |
| 29 вересня 1992      | Бухарест      | Румунія        | Перенесений на 1 жовтня 1992                                                                                         |
| 2 жовтня 1992        | Ізмір         | Туреччина      | Перенесений на 7 жовтня 1992, скасований через хворобу                                                               |
| 4 жовтня 1992        | Стамбул       | Туреччина      | Скасовані через хворобу                                                                                              |
| 10 жовтня 1992       | Афіни         | Греція         | Скасовані через хворобу                                                                                              |
| Жовтень 1992         | Москва        | Росія          | Скасований через невідомі причини                                                                                    |
| Друга частина (1993) |               |                | |
| 15 серпня 1993       | Гонконг       | Гонконг        | Скасовані через невідомі причини                                                                                     |
| 16 серпня 1993       | Гонконг       | Гонконг        | Скасовані через невідомі причини                                                                                     |
| 25 серпня 1993       | Бангкок       | Таїланд        | Перенесений на 24 серпня 1993                                                                                        |
| 26 серпня 1993       | Бангкок       | Таїланд        | Перенесений на 27 серпня 1993                                                                                        |
| 30 серпня 1993       | Сінгапур      | Сінгапур       | Перенесений на 1 вересня 1993 через колапс, що трапився незадовго до початку шоу                                     |
| 7 вересня 1993       | Сеул          | Південна Корея | Скасовані через заборону                                                                                             |
| 8 вересня 1993       | Сеул          | Південна Корея | Скасовані через заборону                                                                                             |
| 30 вересня 1993      | Йоганнесбург  | ПАР            | Скасовані через злочинність у місті                                                                                  |
| 2 жовтня 1993        | Йоганнесбург  | ПАР            | Скасовані через злочинність у місті                                                                                  |
| 21 жовтня 1993       | Сантьяго      | Чилі           | Перенесений на 25 жовтня 1993, але пізніше скасований через проблеми зі здоров‘ям                                    |
| 26 жовтня 1993       | Ліма          | Перу           | Скасований через проблеми зі здоров‘ям                                                                               |
| 2 листопада 1993     | Мехіко        | Мексика        | Перенесений на 7 листопада 1993 через проблеми зі здоров‘ям                                                          |
| 4 листопада 1993     | Мехіко        | Мексика        | Перенесений на 9 листопада 1993 через проблеми зі здоров‘ям                                                          |
| 6 листопада 1993     | Мехіко        | Мексика        | Перенесений на 11 листопада 1993 через проблеми зі здоров‘ям                                                         |
| 9 листопада 1993     | Сан-Хуан      | Пуерто-Рико    | Перенесений на 14 листопада 1993, але згодом скасований через хворобу і стрес, зумовлений звинуваченнями у педофілії |
| 12 листопада 1993    | Каракас       | Венесуела      | Перенесений на 19 листопада 1993, але згодом скасований через хворобу і стрес, зумовлений звинуваченнями у педофілії |
| 13 листопада 1993    | Сеул          | Південна Корея | Скасовані через заборону                                                                                             |
| 14 листопада 1993    | Сеул          | Південна Корея | Скасовані через заборону                                                                                             |
| 21 листопада 1993    | Монтеррей     | Мексика        | Скасовані через хворобу і стрес, зумовлений звинуваченнями у педофілії                                               |
| 3 грудня 1993        | Сідней        | Австралія      | Скасовані через хворобу і стрес, зумовлений звинуваченнями у педофілії                                               |
| 4 грудня 1993        | Сідней        | Австралія      | Скасовані через хворобу і стрес, зумовлений звинуваченнями у педофілії                                               |
| 6 грудня 1993        | Мельбурн      | Австралія      | Скасовані через хворобу і стрес, зумовлений звинуваченнями у педофілії                                               |
| 7 грудня 1993        | Мельбурн      | Австралія      | Скасовані через хворобу і стрес, зумовлений звинуваченнями у педофілії                                               |
| Грудень 1993         | Джакарта      | Індонезія      | Скасовані через хворобу і стрес, зумовлений звинуваченнями у педофілії                                               |
| Грудень 1993         | Нью-Делі      | Індія          | Скасовані через хворобу і стрес, зумовлений звинуваченнями у педофілії                                               |

Також наприкінці 1993 Джексон планував дати концерти у містах Дубаї (ОАЕ) та Куала-Лумпур (Малайзія). Їх дати невідомі.

## Записи, що потрапили в Інтернет
Наразі в Інтернеті є кілька повних шоу з туру та відривки. Ось їх список (неповний):
1. Мюнхен 1992
  - Повне шоу ніколи не транслювалося по телебаченню, хоча транслювалися відривки та окремі пісні. Наразі в Інтернеті є відривки «Jam», «Wanna Be Startin’ Somethin’», «Smooth Criminal», «I Just Can't Stop Loving You» та «Bad». Також є повні записи «Billie Jean» і «Black or White».
2. Монца 1992
  - Два аматорські записи існують в Інтернеті. Один запис з першого концерту неповний, але з другого — повний.
3. Кельн 1992
  - По телебаченню транслювався відривок «Jam». Також в Інтернеті є майже повна запис «Billie Jean». Окрім того, у YouTube можна знайти майже повний аматорський запис з концерту.
4. Осло 1992
  - Повне шоу з‘явилося в Інтернеті у 2017 році. Це єдине повне шоу, яке є в Інтернеті, яке має у своєму сетлисті «The Way You Make Me Feel» та «Bad».
5. Копенгаген 1992
  - Повне шоу з‘явилося в Інтернеті на 10 річницю з дня смерті Джексона (а саме 25 червня 2019 року)
6. Бремен 1992
  - Повне шоу показав YouTube-канал «MJ Beats» у листопаді 2015.
7. Лондон 1992
  - Повний запис «Jam» з останнього концерту (23 серпня) можна знайти у YouTube. Також існує аматорський аудіо-запис з концерту від 31 липня.
8. Токіо 1992
  - Повні записи «The Way You Make Me Feel» та «Heal The World» наразі є в Інтернеті (скоріш за все з другого шоу від 14 грудня). Також існують відривки інших пісень.
9. Буенос-Айрес 1993
  - Повне шоу з‘явилося в Інтернеті у 2013 році. Це запис з останнього концерту (12 жовтня). Також є відривки «Wanna Be Startin’ Somethin’» з першого концерту (8 жовтня).
10. Сантьяго 1993
  - Повний запис «Jam» наразі є в Інтернеті. Також можна знайти майже повний аматорський запис.
11. Мехіко 1993
  - Професійні записи з пісень «Jam», «Smooth Criminal», «Black or White» та «Heal The World» існують в Інтернеті. Також можна знайти повний аматорський запис з останнього концерту.

### Замітки до концертів
1. ↑  Цей концерт планувалося провести 1 серпня 1992, але він був перенесений через хворобу
2. ↑  Цей концерт планувалося провести 20 вересня 1992, але він був перенесений
3. ↑  Цей концерт планувалося провести 22 вересня 1992, але він був перенесений
4. ↑  Цей концерт планувалося провести 29 вересня 1992, але він був перенесений
5. ↑  Цей концерт планувалося провести 30 серпня 1993, але він був перенесений через колапс, що трапився незадовго до початку шоу
6. ↑  Цей концерт планувалося провести у жовтні 1992 як заключний концерт першого етапу, але він був перенесений через хворобу
7. ↑  Цей концерт планувалося провести 4 жовтня 1992, але він був скасований через хворобу і перенесений на наступний рік
8. ↑  Цей концерт планувалося провести 2 листопада 1993, але він був перенесений через хворобу
9. ↑  Цей концерт планувалося провести 4 листопада 1993, але він був перенесений через хворобу
10. ↑  Цей концерт планувалося провести 6 листопада 1993, але він був перенесений через хворобу